# Forum européen des personnes handicapées
Le Forum Européen des Personnes Handicapées (FEPH), ou encore EDF, de l’anglais European Disability Forum est une association internationale à but non lucratif qui représente les intérêts de 80 millions de personnes souffrant d’un handicap en Europe. Cette organisation surveille toutes les initiatives de l’Union européenne et propose de nouvelles législations pour faire progresser les droits des personnes handicapées.
Il rassemble plus de 100 organisations de personnes handicapées originaires de toute l’Europe, tel que le Conseil Français des personnes Handicapées pour les questions Européennes (CFHE).
Conformément à l’esprit du slogan « Nothing about us without us », l'organisation est gérée par des personnes handicapées ou des familles de personnes handicapées qui ne peuvent pas se représenter elles-mêmes.

## Histoire
En 1991, est adoptée par la Commission européenne la proposition de décision du Conseil de l’Union européenne portant établissement du programme Helios II dont le but principal était la création d’un réseau européen de travail dans le domaine du handicap. À cet effet, en février 1993 est créé le FEPH en tant qu'instance consultative de la Commission européenne. En 1996, ce forum est devenu une structure indépendante.

## Organisation
Le FEPH constitue, à ce jour, la plus grande organisation représentative de personnes handicapées en Europe. Cet organisme rassemble 27 conseils nationaux, 67 organisations européennes, 23 organisations nationales, régionales ou locales et 32 membres individuels. On retrouve également des organisations non gouvernementales (ONG) européennes représentant les différents types de handicap notamment le CFHE fondé en 1993 par 8 associations (APAJH, APF, CFPSAA, FNATH, GIHP, UNAFAM, UNAPEI, UNISDA).
Son assemblée générale élit tous les 4 ans les membres du conseil d’administration, la présidence, les organes consultatifs et les comités chargés d’apporter des expertises dans différents domaines. Depuis 1999, son président est Yannis Vardakastanis, d’origine grecque, atteint de cécité.

## Financement
Le FEPH est financé par la Commission européenne, par les cotisations de ses membres et par les subventions liées à des projets spécifiques. Selon leur site officiel, environ 60% du financement a été fourni par l’Union européenne. En 2017, le budget annuel du FEPH était d’environ 1,8 million d’euros.

## Conception du handicap
Le FEPH adopte une vision large du handicap. À ce titre, une approche basée sur les droits fondamentaux est clairement privilégiée au détriment d’une approche médicale jugée trop restrictive.
Cette conception permet à tous les membres nationaux de se retrouver dans une organisation qui se veut la plus fédératrice possible, notamment en admettant l’hétérogénéité des approches du handicap de ses membres. 

## Objectifs et valeurs

Emblème des Nations unies

En vertu de l’article 3 de ses statuts, l’association vise à permettre aux personnes handicapées un accès complet aux droits fondamentaux et humains par son implication active dans le développement de politiques en leur faveur et leur adoption en Europe.
Le FEPH tend aussi à égaliser les chances pour toutes les femmes et tous les hommes handicapés en influençant l'action de toutes les institutions européennes.
Ses valeurs sont fondées sur les principes de la Convention des Nations Unies relative aux droits des personnes handicapées. 
Pour atteindre ces objectifs, un cadre stratégique a été mis en place pour 2017 - 2021. Ce cadre stratégique fixe l’agenda à respecter, le financement et les orientations générales pour défendre les droits des personnes en situation de handicap.

## Actions
Le Forum européen agit aux niveaux européen et national pour défendre les droits des personnes en situation de handicap. Ses actions sont plus visibles à l’échelle européenne notamment par sa coopération avec plusieurs institutions, ses communications écrites et prises de parole. Selon ses statuts, le FEPH met en œuvre ses objectifs au moyen de 5 activités.

### Contacts avec les institutions et organes consultatifs appropriés de l’Union européenne
Le FEPH collabore avec de nombreux acteurs européens tels que les institutions de l’Union européenne, les représentants permanents des États membres et le Conseil de l’Europe.
Le FEPH est consulté en permanence par la Commission européenne sur les décisions concernant les personnes en situation de handicap. 
À titre d’exemples : 
- La contribution du FEPH dans l’élaboration de la directive de 2000 sur l’égalité de traitement en matière d’emploi et d’occupation a été décisive[5]. Elle a notamment permis l’insertion en son article 5 de la notion « d'aménagement raisonnable ».

- La déclaration de Madrid adoptée en mars 2002, résulte d’un consensus  entre le FEPH, la présidence espagnole du Conseil de l’Union européenne ainsi que la Commission européenne. Elle a permis de fournir un cadre conceptuel à des actions à développer dans la perspective de l’année 2003 qualifiée comme « Année européenne des personnes handicapées »[6].

- En 2007, le Parlement européen a décidé de mener un programme de stages spécifiques à destination des personnes handicapées. Il s’agit d’une mesure de « discrimination positive » au profit des personnes handicapées, afin de favoriser leur intégration professionnelle. Cette initiative du Parlement européen est mise en œuvre en partenariat avec le FEPH[7].
- En 2012, malgré les annonces de la Commission européenne, l'Acte européen sur l'accessibilité ne voit pas le jour. Les associations de personnes handicapées se mobilisent, pour obtenir sa mise en place. Avec la publication de son plan d'action 2010 - 2020 en faveur des personnes handicapées, l'idée de l'Acte européen réapparait. Yannis Vardakastanis se félicite qu'enfin « les personnes victimes d’un handicap pourront profiter de la liberté de circulation des personnes, biens et services au sein du marché unique européen »[8].

### Participation à la préparation et la dissémination de documents de prise de position, bulletins périodiques d’information et d’autres contributions écrites
Les travaux d’informations fournis sont toujours mis en perspective avec les droits que détiennent les personnes handicapées. 
Le FEPH a publié en décembre 2011 le « freedom guide ». Ce document reprend les droits reconnus en Europe pour la libre circulation des personnes, des biens et des services concernant plus spécifiquement les personnes handicapées. Il met en évidence les freins à la liberté de mouvement et à la libre circulation des personnes handicapées. 
En novembre 2014, le FEPH a adopté un rapport alternatif sur la mise en œuvre de la Convention des Nations Unies relative aux droits des personnes handicapées par l’Union européenne. Dans ce rapport, le FEPH dénonce l’inefficacité de la Convention en exposant les difficultés d'inclusion des citoyens européens en situation de handicap. Le rapport propose 14 stratégies d'action pour répondre à ces difficultés, et plus généralement pour assurer le respect des droits des personnes handicapées.
En complément des rapports annuels, sont publiés chaque année des « Manifestes ». Certains sont relatifs à des thématiques précises comme les droits de l’Homme ou encore les droits des femmes handicapées.

### Organisation de conférences et séminaires et/ou participation dans ceux-ci.
Afin de promouvoir et défendre les droits des personnes en situation de handicap, le FEPH est amené à participer et/ou organiser plusieurs évènements. Il peut s’agir de :
- Réunions conjointes associant le FEPH, la Commission européenne et le Groupe de haut niveau de représentants des États membres pour les questions des personnes handicapées. Ces réunions se tiennent une fois par an et permettent de renforcer la collaboration entre ces acteurs[11].

- Conférences à l’occasion de la Journée internationale et européenne des personnes handicapées tous les 3 décembre de chaque année. Par cette conférence, le FEPH promeut les thématiques du handicap notamment en conviant à une prise de conscience des défis quotidiens rencontrés par les personnes en situation de handicap. Cette conférence, organisée avec la Commission européenne, aboutit à des conclusions permettant d’alimenter les politiques relatives au handicap[12].

- Réunions et débats avec le Comité économique et social européen. Ces rencontres ont permis le financement d’infrastructures et d’activités par les Fonds structurels européens pour remédier aux problématiques d’accessibilité et de non-discrimination des personnes handicapées[13].

- Participations à l’Intergroupe handicap regroupant des membres du Parlement européen de toutes nationalités et groupes politiques qui souhaitent promouvoir les politiques en faveur des personnes handicapées[14]. Le FEPH assure le secrétariat de cet intergroupe. Il se place ainsi comme un interlocuteur visible et reconnu en la matière par le Parlement européen.

### Coopération et dialogue avec d’autres acteurs, tels que ONG, médias, syndicats et employeurs
Le FEPH coopère avec plusieurs acteurs de la Société civile tels que des organisations à but non lucratif pour l’égalité et la non-discrimination, l’Organisation des Nations Unies et ses organes, l’Alliance internationale des personnes handicapées ou encore le Consortium international sur le handicap et le développement.
À titre illustratif de cette coopération, un rapport conjoint du FEPH et d’une ONG internationale, Human Rights Watch, a permis de montrer que les Écoles européennes, accueillant principalement les enfants des employés de l’Union européenne, ne répondent pas suffisamment aux besoins et aux demandes d’intégration de nouveaux enfants en situation de handicap. Ce rapport du 4 décembre 2018, intitulé « “Marche ou crève” : Les obstacles rencontrés par les enfants handicapés dans le système des Écoles européennes », révèle que les enfants handicapés connaissent encore aujourd’hui des difficultés pour être intégrés et ne bénéficient pas toujours des aménagements nécessaires pour apprendre et s’épanouir dans ces établissements scolaires.
Par ailleurs, en mars 2011, le FEPH rédige en collaboration avec la Confédération Européenne des Syndicats (CES) une déclaration commune sur « L’accès à l’emploi et à la formation pour les personnes handicapées : un droit qui reste à conquérir », pour un marché du travail plus inclusif.

### Défendre les intérêts de ses organisations membres si elle est sollicitée par ces derniers pour agir au niveau européen et par le biais de ses organisations membres au niveau national.
Le FEPH contribue à défendre l'intérêt des personnes en situation de handicap par la circulation d’idées, de débats notamment par l’intermédiaire de ses conseils nationaux. Le but étant d’engager une action concertée et collective, afin d’attirer l’attention d’un grand nombre de personnes. 
L’ampleur de ses actions conduit à la montée en puissance progressive de la question du handicap au niveau européen. En 2007, l’ONG lance la campagne « 1million4disability » qui réunit plus d’1,2 million de signatures afin de donner l’impulsion pour la création d’une directive européenne spécifique au handicap. La directive est pour l’heure en attente de première lecture au Parlement européen. 
Le 15 mai 2018, le FEPH dépose une réclamation collective auprès du Conseil de l’Europe contre la France. Le FEPH et Inclusion Europe, soutenus par un collectif de cinq associations françaises, ont déposé une réclamation pour faire condamner l’État français pour violation des droits fondamentaux des personnes handicapées, sur le fondement de la Charte sociale européenne. Les signataires soutiennent que « les personnes handicapées n’ont pas accès en France à une vie autonome et incluse dans la société, contrairement aux principes énoncés par les conventions européennes et internationales » ». Le Conseil de l’Europe ayant accepté d’instruire la demande, devra rendre sa décision courant 2020. Sans valeur coercitive, la recommandation européenne qui pourrait être adoptée, pourrait inciter la France à accélérer la mise en œuvre de ces mesures.
Le 3 décembre 2018, l’association lance la pétition « des élections européennes pour tous ». À l’approche des élections européennes de 2019, l’ONG constate les problèmes courants empêchant les personnes handicapées de voter. Parmi eux, le FEPH a dressé une liste non exhaustive : instructions longues et compliquées, impossibilité technique de se rendre aux bureaux de vote, privation du droit de vote légal pour les personnes souffrant d’une déficience mentale.

## Articles de presse
Des associations dénoncent une "violation des droits fondamentaux des personnes handicapées".
http://www.francesoir.fr/politique-monde/comment-leurope-compte-faciliter-le-quotidien-des-personnes-handicapees